# Stephanie Wunder
Stephanie Wunder (* 1991) ist eine deutsche Illustratorin und Mediengestalterin.

## Leben
Stephanie Wunder arbeitet bei der Werbeagentur 1punkt7 in Neubrandenburg. Ab 2016 erschienen in der Nordkurier Mediengruppe die Buchserie um die Hexe Wawu, die sie zusammen mit der Kinderbuchautorin Katja Bluhm entwickelte.

## Werke
- Hexe Wawu und der verschwundene Traumbesen, Nordkurier Mediengruppe 2016. ISBN 978-3-946599-15-9
- Hexe Wawu und das geheimnisvolle Zeichen, Nordkurier Mediengruppe 2016. ISBN 978-3-946599-19-7
- Hexe Wawu und die gestohlenen Farben, Nordkurier Mediengruppe 2017. (ohne ISBN, personalisiertes Kinderbuch)